# Phtheochroa larseni
Phtheochroa larseni es una especie de polilla de la familia Tortricidae. 

## Distribución
Se encuentra en Turquía.